# Прача
Вижте пояснителната страница за други значения на Прача.
Прача (на сръбски: Прача или Prača) е село в Западните покрайнини, община Цариброд, Пиротски окръг, Сърбия. През 2002 г. населението му е 2 души, докато през 1991 г. е било 7 души. В селото живеят само българи. През 2011 г. в Прача официално вече няма регистрирани жители.

## История
В съкратен регистър на Пиротския кадилък от 1530 година Прача е отбелязано като село с 23 домакинства, 5 неженени и 3 вдовици.